# Aschersleben
Aschersleben is een gemeente in de Duitse deelstaat Saksen-Anhalt, gelegen in de Landkreis Salzlandkreis. De stad telt 26.737 inwoners.

## Ortsteilevan Aschersleben
- Drohndorf, sinds 01-01-2008
- Freckleben, sinds 01-01-2008
- Groß Schierstedt, sinds 01-01-2009
- Klein Schierstedt, sinds 04-03-2005
- Mehringen, sinds 01-01-2008
- Neu Königsaue, sinds 01-01-2009
- Schackenthal, sinds 01-01-2009
- Schackstedt, sinds 01-01-2010
- Westdorf, sinds 01-01-2009
- Wilsleben, sinds 24-02-2006
- Winningen, sinds 01-03-2004

## Geboren
- Adam Olearius (1599-1671), geleerde
- Wilhelm Wieprecht (1802–1872), componist, dirigent en arrangeur
- Gerd von Rundstedt (1875-1953), veldmaarschalk
- Ernst Klodwig (1903-1973), Formule 1-coureur
- Walter Andreas Schwarz (1913-1992), zanger, cabaretier, vertaler, schrijver en hoorspelauteur

## Trivia
Van 1933 tot 2006 was Adolf Hitler ereburger van Aschersleben.
Alsleben (Saale) ·
Aschersleben ·
Barby ·
Bernburg (Saale) ·
Bördeaue ·
Börde-Hakel ·
Bördeland ·
Borne ·
Calbe (Saale) ·
Egeln ·
Giersleben ·
Güsten ·
Hecklingen ·
Ilberstedt ·
Könnern ·
Nienburg (Saale) ·
Plötzkau ·
Schönebeck ·
Seeland ·
Staßfurt ·
Wolmirsleben